# Dzier kruszcowy
Dzier kruszcowy (Harpalus affinis) – gatunek chrząszcza z rodziny biegaczowatych.

## Opis
Chrząszcz o ciele długości od 8,5 lub 9 do 12 mm. Wierzch ciała ma metaliczny, ubarwiony zielono, miodowo, miedziano lub niebieskawo, rzadziej czarno. Czułki są jednolicie żółtoczerwone. Odnóża mają barwę czułków lub są częściowo przyczernione. Pokrywy samic wyróżniają się matowym tłem i silniej zafalowanymi na odcinku przedwierzchołkowym brzegami bocznymi. U obu płci dwa lub trzy najbardziej zewnętrzne międzyrzędy pokryw oraz wierzchołkowe, a rzadko też nasadowe części międzyrzędów bardziej wewnętrznych są owłosione. Przedwierzchołkowe punkty grzbietowe występują na 2–3 najbardziej zewnętrznym międzyrzędach, a niekiedy punktowanie jest bardziej rozległe. Rząd cierni na spodzie przednich goleni biegnie oddzielnie i prawie równolegle do rzędu kolców przedwierzchołkowych. Stopy są z wierzchu nagie.

## Występowanie
Owad pierwotnie o zasięgu transpalearktycznym. Występuje w niemal całej Europie (z wyjątkiem niektórych wysp), sięgając na północ za koło podbiegunowe. W Azji rozprzestrzeniony jest od Uralu i Turcji przez Zakaukazie i Syberię po Sachalin. Zawleczony do Ameryki Północnej, gdzie występuje w Stanach Zjednoczonych i Kanadzie oraz do Nowej Zelandii, gdzie również się zadomowił.
Chrząszcz ten zamieszkuje głównie tereny otwarte, suche i nasłonecznione. Preferuje gleby piaszczyste i gliniaste. Pospolity jest zwłaszcza na polach, ugorach, siedliskach ruderalnych i polnych drogach. Często znajdywany pod kamieniami.